# Категорії (Кант)
За версією  Канта світ відчуттів є повним хаосом, нагромадженням безладних відчуттів і подій. Потрібно навести в цьому хаосі порядок. Цей світ перетворюється за допомогою апріорних форм чуттєвості, якими є час і простір. Час і простір не існують в реальному світі, а є формами нашого сприйняття, що організують початковий хаос. Вони існують без досвіду і поза досвідом в тому сенсі, що притаманні нашому чуттєвому сприйняттю як такому, наявність сприйняття само по собі припускає існування в ньому механізмів впорядкування відчуттів в просторовому і часовому вимірах. Накладення зв'язків у світі феноменів знаходиться за допомогою категорій розсудку. За допомогою цих зв'язків вивчаючий світ перетворює хаос в порядок і закономірний рухомий світ. Кант виділяє наступні категорії розсудку:
1. Категорії кількості
  1. Єдність
  2. Множина
  3. Цілісність
2. Категорії якості
  1. Реальність
  2. Заперечення
  3. Обмеження
3. Відносини
  1. Субстанція і приналежність
  2. Причина і наслідок
  3. Взаємодії
4. Категорії модальності
  1. Можливість і неможливість
  2. Існування і неіснування
  3. Необхідність і випадковість

Вчення Канта, має той же недолік, що й Арістотелеве. Кант не виводить К. - форми розсудку - з діяльності розсудку, а бере їх з готових суджень; випадковий характер К. і недолік виведення - ось закиди, які робить Канту Фіхте. Потрібно вивести всі К. з вищого їх заснування - з єдності свідомості. Завдання це повніше, ніж Фіхте, вирішив у своїй логіці Гегель.